# São José dos Ausentes

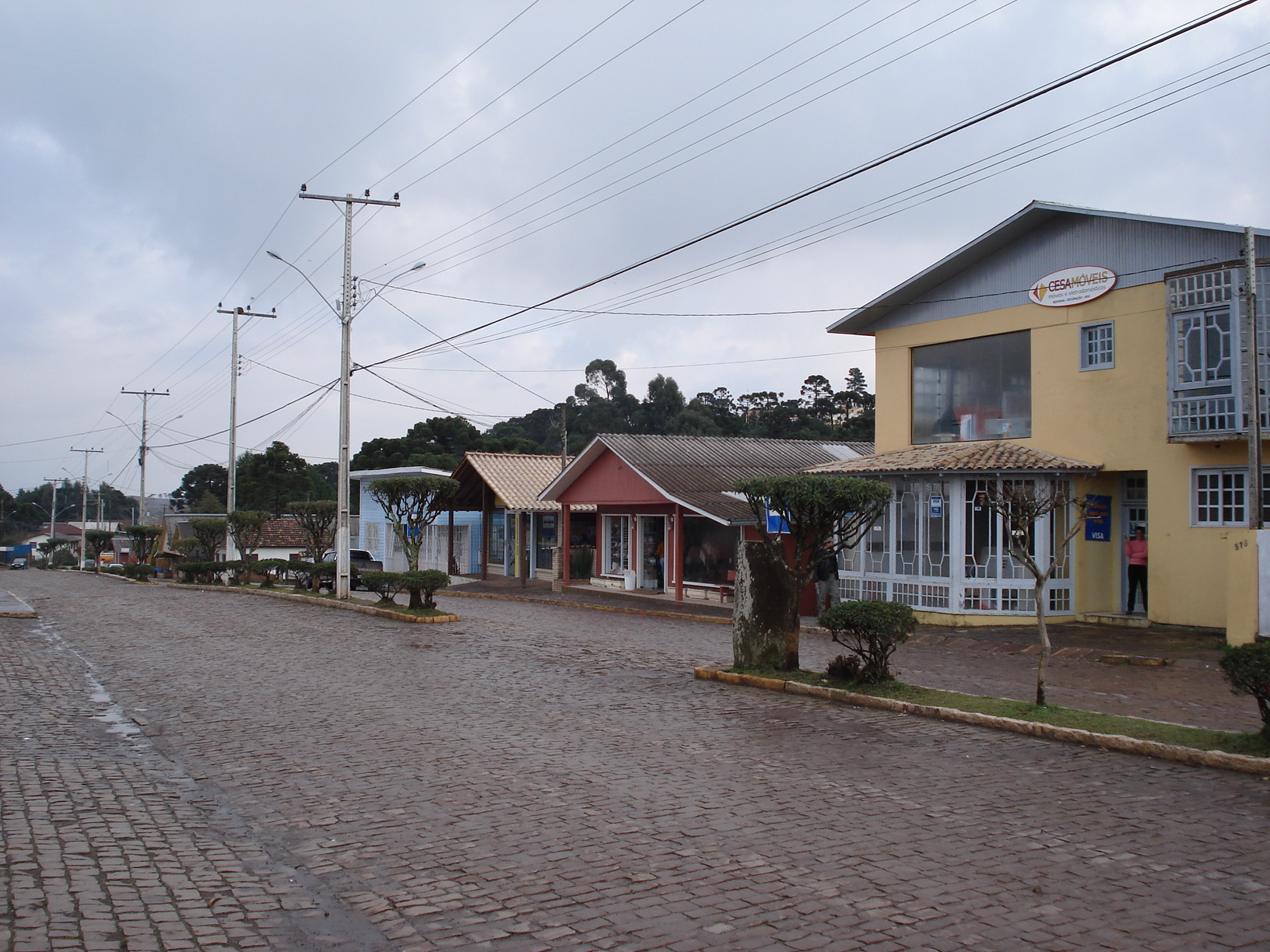
Barrio del municipio de São José dos Ausentes.

São José dos Ausentes es un municipio brasileño del estado de Rio Grande do Sul.
Se encuentra ubicado a una latitud de 28º44'54" Sur y una longitud de 50º03'57" Oeste, estando a una altura média de 1200 metros sobre el nivel del mar. Su población estimada para el año 2004 era de 3.207 habitantes. Ocupa una superficie de 1175,4 km².
- Datos: Q984564
- Multimedia: São José dos Ausentes / Q984564